# Polski Ośrodek Duszpasterski Matki Bożej Patronki Emigrantów w Martinez
Polski Ośrodek Duszpasterski Matki Bożej Patronki Emigrantów w Martinez (ang. Polish Pastoral Center – Our Lady of Immigrants Chapel) – misja rzymskokatolicka położona w Martinez w stanie Kalifornia, Stany Zjednoczone.
Jest on misją rzymskokatolicką dla Polaków prowadzoną przez Towarzystwo Jezusowe. 
Misja została dedykowana Matce Bożej Patronce Emigrantów.